# امینه العنابی
آمینه العنابی (عربی: أمينة العنابي؛ زادهٔ ۵ مارس ۱۹۶۲) بازیگر و خواننده زن تونسی‌تبار اهل فرانسه است. وی از سال ۱۹۷۸ میلادی تاکنون مشغول فعالیت بوده است.
از فیلم‌ها یا برنامه‌های تلویزیونی که وی در آن نقش داشته است می‌توان به آسمان سرپناه اشاره کرد. العنابی در مسابقه آواز یوروویژن ۱۹۹۱ به نمایندگی از کشور فرانسه شرکت کرده و پس از تساوی امتیازها با کارولا هگکویست در اجرای دوم خود موفق به کسب جایگاهی دومی در این دوره از مسابقات شد.
او در فیلم وقت قاهره بازی کرده است.